# Gibraltar Phoenix Football Club
El Gibraltar Phoenix Football Club fue un club de fútbol de Gibraltar. Se fundó en el año 2011 y desapareció en el 2019.

## Temporadas

### Temporada 2016-17
El club jugó en la extinta Segunda División de Gibraltar.

## Palmarés

### Torneos nacionales
- Segunda División: 
  - Campeón de la Segunda División de Gibraltar de la temporada 2016/17
  - Campeón de la Copa de la Segunda División de Gibraltar de la temporada 2016/17

## Fútbol sala

### Gibraltar Phoenix Eclipse
Participó en la temporada de Fútbol Sala 2015-16, terminando en el 5º puesto de la "Primera División."

## Plantilla 2018-2019
| Imagen | Jugador                                   | Portero (3)         | Edad | PC | PJ | PT | Min  | Goles | TA | TR |
| ------ | ----------------------------------------- | ------------------- | ---- | -- | -- | -- | ---- | ----- | -- | -- |
|        | Goito (Francisco José Fernández Morales)  | Portero             | 32   | 6  | 1  | 1  | 90   | (2)   | 1  | 0  |
|        | Matt (Matthew Cafer)                      | Portero             | 24   | 30 | 28 | 28 | 2516 | (37)  | 1  | 0  |
|        | Víctor (Víctor Manuel Ayala Orrillo)      | Portero             | 19   | 24 | 2  | 1  | 94   | (0)   | 0  | 0  |
|        | Jugador                                   | Defensa (10)        | Edad | PC | PJ | PT | Min  | Goles | TA | TR |
|        | Adrián Vera (Adrián Vera Tovar)           | Central             | 29   | 28 | 24 | 19 | 1701 | 0     | 2  | 0  |
|        | Cano (Francisco José Cano Hernández)      | Central             | 28   | 17 | 16 | 16 | 1437 | 0     | 3  | 0  |
|        | Cheito (José Antonio Peralta Fernández)   | Central             | 27   | 18 | 17 | 17 | 1530 | 0     | 4  | 0  |
|        | Coombes (Lee Coombes)                     | Lateral izquierdo   | 22   | 5  | 2  | 0  | 20   | 0     | 1  | 0  |
|        | Ezequiel (Ezequiel Rojas Piñer)           | Central             | 28   | 27 | 27 | 27 | 2366 | 0     | 5  | 0  |
|        | JC García (Jean-Carlos Anthony García)    | Lateral derecho     | 26   | 18 | 18 | 16 | 1508 | 2     | 0  | 0  |
|        | Miñano (Christopher Miñano Leal)          | Lateral izquierdo   | 26   | 15 | 15 | 13 | 1187 | 4     | 0  | 0  |
|        | Pusey (Jason Lee Pusey)                   | Central             | 30   | 7  | 6  | 3  | 306  | 0     | 1  | 0  |
|        | Sardeña (Peter Sardeña)                   | Central             | 23   | 18 | 5  | 1  | 209  | 0     | 0  | 0  |
|        | Trujillo (Carlos Trujillo García)         | Central             | 32   | 21 | 12 | 10 | 841  | 1     | 1  | 0  |
|        | Jugador                                   | Centrocampista (10) | Edad | PC | PJ | PT | Min  | Goles | TA | TR |
|        | Ballantine (Scott Ballantine)             | Interior Derecho    | 22   | 9  | 9  | 8  | 678  | 0     | 1  | 0  |
|        | Blas (Blas Álvarez Cortés)                | Medio Centro        | 23   | 21 | 21 | 21 | 1878 | 1     | 6  | 0  |
|        | Carlos Sánchez (Carlos Sánchez Rodríguez) | Medio Centro        | 31   | 18 | 14 | 9  | 719  | 1     | 2  | 0  |
|        | Consigliero (Jayce Nicholas Consigliero)  | Interior Izquierdo  | 21   | 28 | 26 | 22 | 1910 | 2     | 9  | 0  |
|        | Javi (Francisco Javier Moreno Jiménez)    | Medio Centro        | 28   | 13 | 5  | 1  | 141  | 0     | 0  | 0  |
|        | López (Jeremy Joseph López)               | Interior Derecho    | 29   | 22 | 19 | 9  | 846  | 0     | 2  | 1  |
|        | Ñito (Antonio Jiménez Ramos)              | Medio Centro        | 22   | 21 | 19 | 18 | 1591 | 1     | 7  | 0  |
|        | Paquito (Francisco David González García) | Medio Centro        | 32   | 24 | 16 | 9  | 765  | 0     | 2  | 0  |
|        | Tyson (Tyson Paul Ruiz)                   | Medio Centro        | 31   | 14 | 11 | 4  | 375  | 1     | 3  | 1  |
|        | Víctor (Daylian Víctor)                   | Pivote Defensivo    | 23   | 5  | 0  | 0  | 0    | 0     | 0  | 0  |
|        | Jugador                                   | Delantero (7)       | Edad | PC | PJ | PT | Min  | Goles | TA | TR |
|        | Felicio (Felicio Silvano Intalte Quiaque) | Extremo izquierdo   | 22   | 11 | 9  | 2  | 323  | 1     | 3  | 0  |
|        | Juan Llaves (Juan Manuel Llaves Sánchez)  | Delantero centro    | 34   | 21 | 20 | 15 | 1316 | 9     | 3  | 1  |
|        | Labra (Juan Manuel Labrador Aguilar)      | Delantero centro    | 23   | 29 | 29 | 28 | 2434 | 14    | 7  | 0  |
|        | Lima (Gabriel Lima de Oliveira)           | Delantero centro    | 31   | 2  | 2  | 1  | 89   | 0     | 0  | 0  |
|        | Raúl Segura (Raúl Segura Castaño)         | Extremo derecho     | 27   | 29 | 27 | 26 | 2079 | 10    | 3  | 0  |
|        | Salva(Salvador Argüez Ruiz)               | Delantero centro    | 33   | 14 | 7  | 1  | 163  | 1     | 0  | 0  |
|        | Serna (Jordan Serna)                      | Delantero centro    | 21   | 13 | 10 | 4  | 488  | 1     | 2  | 0  |

Total de jugadores: 30 - Media de edad: 26.6 años
| Imagen | Cuerpo técnico                                   | Rol        | Edad | Partidos | TA | TR |
| ------ | ------------------------------------------------ | ---------- | ---- | -------- | -- | -- |
|        | Juan Mari Sánchez (Juan María Sánchez Fernández) | Entrenador | 47   | 30       | 0  | 0  |